# Del Rio (Texas)
Del Rio é uma cidade localizada no estado norte-americano de Texas, no Condado de Val Verde.

## Demografia
Segundo o censo norte-americano de 2000, a sua população era de 33.867 habitantes.
Em 2006, foi estimada uma população de 36.491, um aumento de 2624 (7.7%).

## Geografia
De acordo com o United States Census Bureau tem uma área de
40,0 km², dos quais 40,0 km² cobertos por terra e 0,0 km² cobertos por água.

## Localidades na vizinhança
O diagrama seguinte representa as localidades num raio de 32 km ao redor de Del Rio.